# Pheidole pegasus
Pheidole pegasus được Sarnat, E. M. phát hiện và mô tả vào năm 2008.